# سازند پابده
سازند پابده (به اختصار Pbd (برخی مراجع نامعتبر pb می گویند.)) از مارن، آهک و شیل تشکیل شده و متعلق به دوره‌های کرتاسه بالایی تا پالئوسن می‌باشد و دوران دوم و سوم زمین‌شناسی را تفکیک می‌نماید. برش الگوی واحد سنگی پابده در تنگ پابده در شمال میدان نفتی لالی در مسجد سلیمان به ضخامت ۷۹۸ متر مطالعه شده است. در فارس و خوزستان، سن سازند پابده از پالئوسن تا الیگوسن است. این سازند به ویژه در نواحی جنوب شرقی لرستان، خوزستان و نواحی جنوب استان فارس گسترش دارد.
این سازند حدود ۸۰۰ متر مارن و شیل‌های خاکستری و لایه‌های آهک رُسی دریایی است که دو بخش غیررسمی به نام‌های «بخش شیل ارغوانی» و «بخش آهک‌های چرتی» دارد. در گذشته، از این سازند با نام‌هایی همچون سری‌ گنو، مارن‌های گلوبیژرینا، شیل‌های آبی – ارغوانی ائوسن و مارن‌های ائوسن یاد می‌شد، ولی امروزه واژه «پابده» معرف این واحد سنگی است که بُرش الگوی آن در تنگ پابده واقع در شمال میدان نفتی لالی مسجدسلیمان، به ضخامت ۷۹۸ متر، مطالعه شده است. بخش پایینی سازند پابده (۱۴۰ متر) از جنس شیل و مارن آبی و ارغوانی است که به طور رسمی به آن «شیل ارغوانی» گفته می‌شود؛ ولی بخش باقیمانده آن، شیل‌های خاکستری و لایه‌های آهک رُسی و گاهی چرت‌دار است. در صد شیل و آهک رُسی یکنواخت نیست، گاهی شیل، و گاه آهک برتری دارد.
به جز لرستان، مرز پایینی سازند پابده ناپیوسته است. درلرستان مرز پایینی سازند پابده با شیل و مارن‌های سازند گورپی در قاعده بخش شیل ارغوانی است؛ ولی، در فارس که بخش شیل ارغوانی ممتد نیست، این مرز در قاعده بخش آهک‌های چرتی انتخاب می‌شود که نشان از دگرشیبی فاز کرتاسه پایانی دارد و با گرهک‌هایی از فسفات، دندان ماهی، گلوکونیت و در برخی نقاط با کنگلومرا مشخص می‌شود. در بُرش الگو، مرز بالای سازند پابده با سنگ‌آهک‌های سازند آسماری هم‌شیب و تدریجی است و گاهی نیز سازند پابده در زیر سازند جهرم قرار دارد.
در فارس و خوزستان، سن سازند پابده از پالئوسن تا الیگوسن است. در لرستان سن این سازند از پالئوسن پسین تا میوسن در نظر گرفته می‌شود.
سازند پابده به ویژه در نواحی جنوب باختری لرستان، خوزستان و نواحی جنوبی فارس گسترش دارد. از جنوب باختری لرستا ن به سمت نواحی مرکزی و شمال خاوری لرستان، این سازند به صورت جانبی و زبانه‌ای با سازندهای آواری امیران و کشکان و کربنات‌های سازندهای تله‌زنگ و شهبازان جایگزین می‌شود و در فارس داخلی، سازند پابده جای سازند جهرم را می‌گیرد. به زبانه‌های آهکی سازند تله‌زنگ موجود در سازند پابده، «بخش آهکی تله‌زنگ» نام داده شده که نوعی سنگ‌آهک مارنی – متورق حاوی سنگواره ماهی و فلس ماهی است. سازند پابده بسیار غنی از مواد آلی است ولی در بسیاری نقاط به بلوغ لازم برای تولید هیدروکربن نرسیده است. در نقاطی که به بلوغ رسیده باشد می‌تواند سنگ منشأ پرتوان باشد.